# Ерміт санта-катаринський
Ермі́т санта-катаринський (Phaethornis squalidus) — вид серпокрильцеподібних птахів родини колібрієвих (Trochilidae). Ендемік Бразилії.

## Опис
Довжина птаха становить 10-12,5 см, вага 2,5-3,5 г. Верхня частина тіла темно-бронзово-зелена, верхня частина голови чорнувата, пера на ній мають іржасті края. Нижня частина тіла тьмяно-іржаста., горло чорнувате, поцятковане лускоподібним візерунком. Через очі ідуть широкі чорнувато-бурі смуги, над очима білувато-охристі "брови", під дзьобом білувато-охристі "вуса". Крила чорнувато-фіолетові. Гузка тьмяно-охриста, пера на надхвісті мають іржасто-руді края. Стернові пера чорнувато-зелені з білими кінчиками і широкою чорнуватою смугою на кінці, крайні стернові пера мають блідо-рудувато-коричневі кінчики. Дзьоб зерху чорний, знизу жовтий з чорним кінчиком, лапи рогові. Самиці мають дещо блідіше забарвлення, дзьоб у них більш вигнутий.

## Поширення і екологія
Санта-катаринські ерміти поширені на південному сходу Бразилії, від Еспіріту-Санту до Ріу-Гранді-ду-Сул. Вони живуть в підліску вологих атлантичних лісів та у прилеглих вторинних заростях, на висоті до 2250 м над рівнем моря. Ведуть осілий спосіб життя, живляться нектаром квітів, а також дрібними комахами. Сезон розмноження триває з жовтня по лютий. Гніздо має консуподібну форму, підвішується з нижньої сторони пальмового листя. В кладці 2 яйця, інкубаційний період триває 14-16 днів, пташенята покидають гніздо через 20-24 дні після вилуплення.